# Memoria Urbana Berlín
Memoria Urbana Belin (También conocida como reconstrucción de la Iglesia Bohemia) es una escultura pública, obra del artista Español Juan Garaizabal, que ocupa el centro de la plaza denominada Bethlehemkirchplatz, distrito de Mitte, Berlín, Alemania. Fue erigida en junio de 2012 sobre el mosaico que marcaba el lugar exacto en el que había estado la desaparecida iglesia Bohemia de Belén(en alemán: Böhmische Kirche, Bethlehemskirche), en sus dimensiones originales. En su construcción se emplearon 800 metros (2,600 pies) lineales de tubo de  acero  de  sección cuadrada  (12x12 cm /4,7x4,7 in) y 300 metros  (984 pies)) lineales de sistema de iluminación LED. Su estructura dibuja en el aire las líneas de la silueta de la construcción desaparecida, recreando su volumen  exacto en forma de boceto. De noche la iluminación resalta determinados trazos por los que entraba la luz. Mide 25 metros  (de oeste a este) x 15 metros  (de Norte a sur) x 31 metros  de alto (82x49x101 pies) y pesa 40 toneladas (44 toneladas cortas).

## Construcción y Mantenimiento
Planeada originalmente como una instalación temporal - primero por 4 meses que se prorrogaron un año - en diciembre de 2013 las autoridades del Ayuntamiento y del Distrito de Mitte decidieron otorgarle el estatus de permanente. Así fue corroborado mediante votación en el Parlamento del Distrito de Mitte en octubre de 2014. La fundación artística “Lux-Bethlehem”, que integra veinte de las instituciones públicas y privadas que promovieron la consolidación de la pieza como monumento  público permanente, garantiza la totalidad del mantenimiento, financiándolo a través de diversas iniciativas benéficas.

## Simbolismo

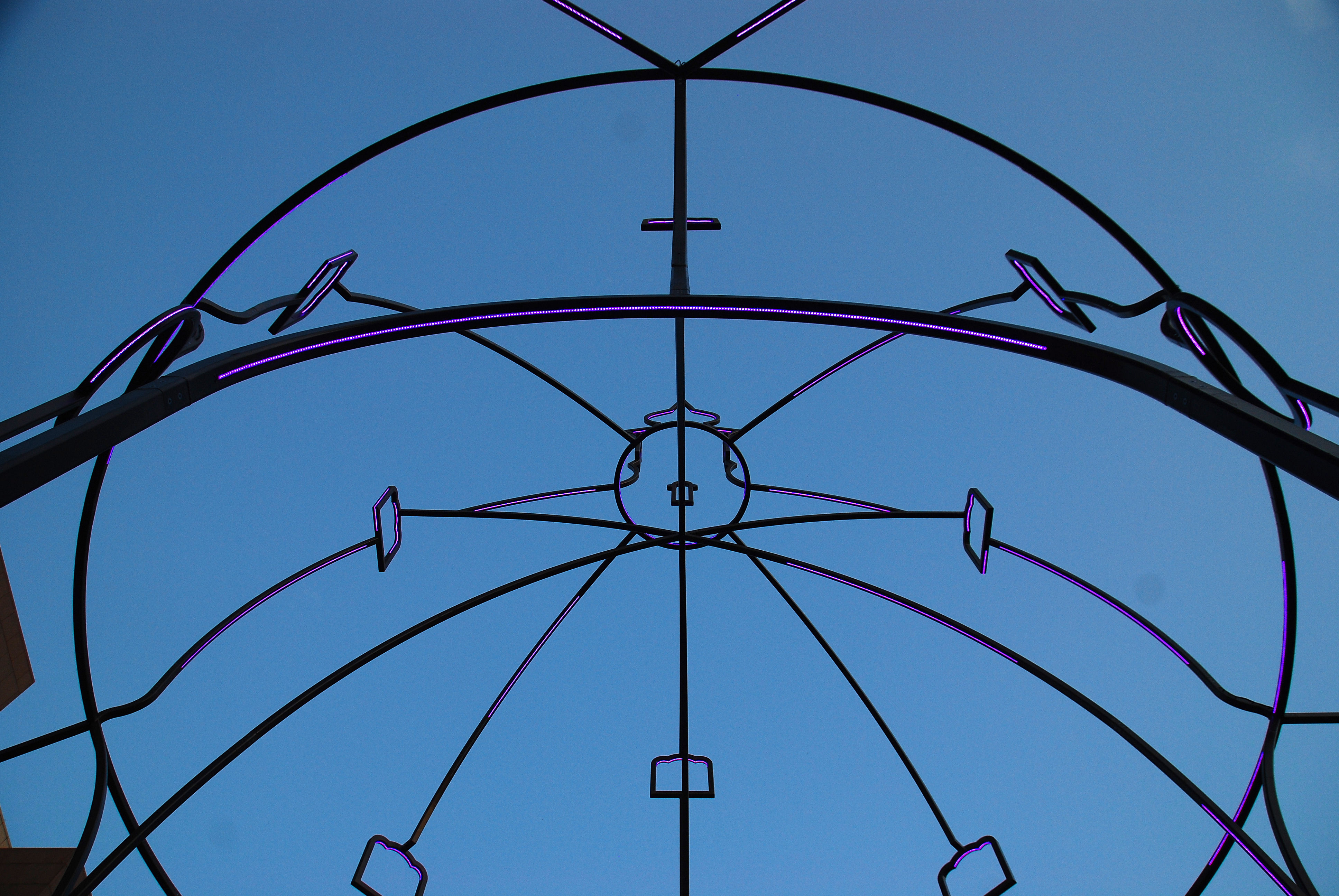
Berlín, Bethlehems-Kirche (Rekonstruktion Memoria Urbana 2012), illuminated cupola

La escultura monumental está dedicada a la libertad de conciencia y a la inmigración. Al papel de Berlín como ciudad de acogida y de tolerancia, con espíritu europeísta. La iglesia Bohemia de Belén fue construida entre los años 1733 y 1735 en medio del ensanche “Friedrichstadt” -actual distrito de Mitte- representando uno de los capítulos más grandiosos en las relaciones entre Prusia y Bohemia. Gracias al emperador Federico Guillermo I de Prusia, los refugiados Bohemios, que se habían expatriado por razones religiosas, fueron acogidos en el Friedrichstadt de Berlín, como lo fueron refugiados de otros orígenes cómo los Hugonotes Franceses. Un símbolo de tolerancia y apertura, rasgo esencial del Estado Prusiano. En 1943 fue dañada por un bombardeo. En 1963 la iglesia fue demolida completamente y su espacio incorporado a las instalaciones del Checkpoint Charlie.
Juan Garaizabal se proclama a sí mismo como un emigrante español en Berlín, dónde considera haber alcanzado su libertad artística efectiva. Su Memoria Urbana Berlin es un tributo a la valentía de los emigrantes Bohemios, y de todos los emigrantes incluido él mismo, y a la generosidad y grandeza pasada de los Prusianos y presente de los Berlineses. Con su intervención el artista construye una aventura técnica y estética contemporánea sobre la esencia heroica del pasado. Sintetiza así también la habilidad de la ciudad para extraer la esencia positiva del pasado y proyectarla con fuerza hacia el futuro. Así, la iglesia Bohemia recupera su presencia y su uso como lugar de reunión, reflexión y reconciliación, volviendo a brillar con luz vanguardista cada noche.
“Para aproximarse a mi trabajo no hay que ser erudito. Eso sí, el contacto con él genera un fuerte deseo de saquear las bibliotecas y archivos” (Juan Garaizabal).